# 河内十人斬り
河内十人斬り（かわちじゅうにんぎり）は、1893年（明治26年）5月25日に大阪府南東部の金剛山麓の石川郡赤阪村字水分（現：南河内郡千早赤阪村大字水分）で発生した大量殺人事件。
金銭・交際トラブルによって、名前通り10人が殺害されて当時のビッグニュースとなり、小説・芝居にも使われ、浪曲師京山幸枝若により、大阪の伝統芸能である河内音頭の代表的な演目となった。

## 事件の発端
この事件の犯人は、村民で博打打ちの城戸熊太郎とその舎弟の谷弥五郎である。
熊太郎の内縁の妻おぬいは、村の顔役松永傳次郎の弟、松永寅次郎と密通していたが、やがて熊太郎の知る所となる。激怒した熊太郎は別れ話を切り出したが、おぬいの母おとらが「お前とおぬいが一緒になる時に自分に毎月仕送りをする約束だったのに、全然仕送りを貰っていない。別れるなら払わなかった分を全部払ってから別れろ」と熊太郎をなじった。
仕方なく熊太郎は金を払うことにしたが、定職を持たない博打打ちの熊太郎には金が無く、金策に奔走した。そのうち、かつて金回りが良かった折に松永傳次郎に金を貸していたことを思い出し、金の返済を求めたが、傳次郎は記憶に無いと言い張った挙句、子分に命じて熊太郎に殴る蹴るの暴行を加えた。松永一家に女を盗られた挙句、借金まで踏み倒されて半殺しにされた熊太郎は、舎弟の弥五郎に焚きつけられて仕返しを決める。

## 犯行までの準備
傳次郎に半殺しにされた熊太郎は弥五郎の家で養生して、復讐のための準備を整えた。「捨て身の覚悟」の証しとして自分の墓を用意し、その上で京都・奈良・大阪を見物しながら日本刀や仕込み杖、猟銃を買い揃えて時機を待った。

## 犯行当日
明治26年5月25日、刀を差し、猟銃を抱えた熊太郎・弥五郎は雨の深夜を狙って犯行に及んだ。熊太郎の妻おぬいとおぬいの母親おとら、松永一家に乗り込んで松永傳次郎と傳次郎の妻と傳次郎の子供2人、そして傳次郎の長男松永熊次郎の家に乗り込み、松永熊次郎と熊次郎の妻と熊次郎の子供3人と生まれて間もない子供も含め11人を殺害した。
しかし、事件の発端となったおぬいの浮気相手である松永寅次郎は、当日は京都の宇治へ出稼ぎの最中であり、熊太郎たちは目的を果たせなかった。そこで乗り込んだ家に火薬を仕込み灯油を撒いて放火したうえ、金剛山へ逃亡した。

## 熊太郎・弥五郎の最後
翌日26日に地元の富田林警察署に通報が入り、事件が発覚する。大阪府警本部からの応援も駆けつけ、逃亡したと思われる金剛山に非常線を張ったが、2人はなかなか捕まらず、食料を強奪されたとの報告が来るばかりだった。
しかし実際は、村人が熊太郎たちに協力し、食料を分け与えていたようである。
痺れを切らした捜査本部は、山狩りを開始したがイタチごっこが続いた。しかし事件から2週間後、金剛山中で二人の自殺死体が発見されたことで事件は解決した。

## 広まった河内十人斬り
大阪の片田舎で起こったこの惨殺事件は、女と金と仁義と様々な要因が絡んだ事件として、多くの新聞が取り上げ、話題をさらった。事件の起こった年に、芝居や小説になった。
そして、富田林署の署長お抱えの人力車夫の初代岩井梅吉（本名・内田梅吉）が、捜査情報を元に趣味であった河内音頭に歌詞をつけようと思ったが梅吉は文字を書けなかった。そこで友達である松本吉三郎（現存する河内音頭の会である岩井会6代目・岩井梅吉の父親、現在は9代目）が河内音頭の平節に歌詞をつけた。そして事件が起きて1ヶ月後の6月に、道頓堀の五座（朝日座、難波座、中座、弁天座、角座の5つ）の中のひとつである中座で『河内音頭恨白鞘』（かわちおんどうらみのしらさや）を講演したところ、たちまち45日間も続く大ヒットとなった。
この頃歌われていた音頭は古い題目、すなわち義士ものや、任侠ものが多く歌われていた。そして岩井梅吉が歌った『河内十人斬り』は、実際最近起きた出来事を歌っていて、当時の人からしたら新しいものだった。このような実際に最近起きた出来事を音頭にすることは「新聞（しんもん）読み」と呼ばれる。当時は義務教育も普及しておらず、大部分の民衆は文字を書くことはおろか、新聞も読むことが出来なかった。そこで多くの民衆は、この事件の有様を河内音頭で知ることが出来た。
「男持つなら熊太郎弥五郎、十人殺して名を残す」と河内音頭に歌われ、この演目はヒットして浪曲にも残り現代まで伝わり、作家の町田康の小説『告白』の題材にもなった。